# Freestyleskiën op de Olympische Jeugdwinterspelen 2012 - Ski-cross mannen
De ski-cross voor mannen tijdens de Olympische Jeugdwinterspelen 2012 vond plaats op 19 januari. Toen werd de kwalificatie afgewerkt. De finale stond gepland op 20 januari maar kon vanwege de weersomstandigheden niet doorgaan. Toen dit de 21e en ook de 22e het geval was, besloot de jury dat de rangschikking van de kwalificatie de eindstand werd. De Fin Niki Lehikoinen won het goud.
Achttien skiërs uit zeventien landen namen deel.

## Uitslag

### Kwalificatie
De uitslag van de kwalificatie werd door de jury als einduitslag overgenomen.
| #      | Startnr. | Naam                     | Land | Tijd    | Score |
| ------ | -------- | ------------------------ | ---- | ------- | ----- |
| Goud   | 8        | Niki Lehikoinen          | FIN  | 56,15   | 50,00 |
| Zilver | 14       | Marzellus Renn           | GER  | 56,96   | 40,00 |
| Brons  | 4        | Matty Herauf             | CAN  | 57,34   | 30,00 |
| 4      | 9        | Harry Laidlaw            | AUS  | 57,43   | 25,00 |
| 5      | 16       | Marius Bø Vangsnes       | NOR  | 57,73   | 22,50 |
| 6      | 1        | Michael Schatz           | AUT  | 57,76   | 20,00 |
| 7      | 11       | Maksim Vlasenko          | RUS  | 57,88   | 18,00 |
| 8      | 15       | Patrick Renner           | ITA  | 58,36   | 16,00 |
| 9      | 2        | Axel Frost               | SWE  | 58,59   | 14,50 |
| 10     | 3        | Thomas Rivara            | ARG  | 59,00   | 13,00 |
| 11     | 7        | Bastien Girard           | FRA  | 59,27   | 12,00 |
| 12     | 6        | Vincent Gentet           | SUI  | 59,45   | 11,00 |
| 13     | 10       | Juan Pablo Casas-Cordero | CHI  | 59,46   | 10,00 |
| 14     | 5        | Jack Millar              | AUS  | 59,46   | 9,00  |
| 15     | 18       | Václav Klemš             | CZE  | 59,61   | 8,00  |
| 16     | 13       | Yuki Nakagawa            | JPN  | 1.00,27 | 7,50  |
| 17     | 12       | Alon Mullayev            | KAZ  | 1.00,82 | 7,00  |
| 18     | 17       | Sam Andrews              | NZL  | 1.02,74 | 6,50  |